# Belalora weirichi
Belalora weirichi é uma espécie de gastrópode do gênero Belalora, pertencente a família Mangeliidae.